# Shin Bo-Me
Cette page contient des caractères spéciaux ou non latins. S’ils s’affichent mal (▯, ?, etc.), consultez la page d’aide Unicode.
Shin Bo-Me (birman : ရှင်ဘို့မယ်, ʃɪ̀ɴ bo̯ mɛ̀, ou   Shin Bo-Mai) fut l'épouse de cinq rois successifs du Royaume d'Ava, en Haute-Birmanie, au début du XVe siècle, et la reine principale de trois d'entre eux. D'ethnie Shane, elle était considérée comme d'une très grande beauté.
Elle fut d'abord la favorite et la reine principale de Minkhaung I (r. 1401-1422), puis celle de son fils Thihathu (1422-1426). En 1426, elle organisa la mort de Thihathu et celle de son fils Minhlange. Elle empoisonna personnellement Minhlange, âgé de huit ans, et mit sur le trône son amant Kale Kyetaungnyo, dont elle devint la reine principale. En 1427, Kyetaungnyo fut renversé par Mohnyin Thado (1427-1440), qui fit de Bo-Me une de ses reines secondaires.
On ignore sa date de décès. Elle semble ne pas avoir eu d'enfants. 